# Coma de l'Olla
La Coma de l'Olla és una coma del terme municipal de Conca de Dalt, en terres de l'antic municipi d'Hortoneda de la Conca, al Pallars Jussà.
Està situada al nord de la cinglera principal de la Serra de Pessonada, al nord-est del poble de Pessonada; és el lloc on s'origina el barranc de la Coma de l'Olla. És al nord del cim de la Rocalta